# Parque Seminario
El Parque Seminario también conocido como Parque Bolívar o Parque de las Iguanas es un pequeño y tradicional parque urbano público ubicado en el sector Rocafuerte en el centro de la ciudad de Guayaquil. Fue originalmente la Plaza de Armas de la ciudad colonial, pero con el paso del tiempo perdió ese carácter.  
En este parque se puede apreciar un monumento a Simón Bolívar, así como también una laguna con tortugas y una gran variedad de iguanas de la especie Iguana iguana. Según la alcaldía, en 2017 el parque contaba con alrededor de 350 iguanas.
El parque Seminario linda por el norte con la calle Clemente Ballén, por el sur con la calle Diez de agosto, por el este con la calle Chile y por el oeste con la calle Chimborazo, la cual fue regenerada para el uso específico de peatones ya que conecta el parque con la Catedral de Guayaquil. Fue inaugurado el 25 de julio de 1895, por el entonces presidente del Ecuador, General Eloy Alfaro.

## Historia

### Colonia
En 1693 se crea la Plaza de Armas con la delineación del barrio que dio origen a la Ciudad Nueva el primer edificio de importancia en inaugurarse fue la Iglesia Matriz o Mayor (Actual Catedral de Guayaquil)  cuyo funcionamiento empezó en 1695. Entre 1696 y 1697 se levanto en la esquina sureste de la actual 10 de Agosto y Chimborazo la casa del Cabildo y en sus bajos funcionaba la cárcel, obra emprendida por el regidor Blas García de la Peña que había fallecido antes del 12 de octubre de 1708. El edificio público se mantuvo en ese sitio por décadas, apareció señalado en el plano de 1741 y en los de Requena de 1770. La plaza jamás estuvo empedrada en la colonia y por un tiempo se le conoció como "Plaza de la Constitución" por haberse jurado la Constitución liberal de Cádiz de 1812 pocos meses antes de la independencia.  
En tiempos de celebración se la usaba para las corridas de toros, aunque alguna vez se utilizó para ese propósito la Plaza del mercado, en donde hoy se encuentra el Palacio Municipal, como sucedió en diciembre de 1789, época de la Gobernación de Ramón García de León y Pizarro. Para 1817 el cabildo había mudado de casa, trasladándose frente a la orilla en un edificio mucho más amplio en donde alguna vez estuvo la Sala de Armas, el Fortín San Felipe y la Plaza del Mercado, libre de la problemática cárcel que tenía un edificio propio una cuadra antes. Con ello, la Plaza de Armas perdió el protagonismo que le quedaba.  

### SigloXIX
En marzo de 1823, en el Hospital Militar, estaban asilados 362 soldados y oficiales, para los cuales solo había 66 camas. Aquel hospital se hallaba en la calle Nueve de Octubre intersección con Boyacá en la casa de Josefa Boza, viuda de Pacheco. Ante la necesidad de aumentar el espacio para tantos enfermos, se dispuso abrir un par de locales uno en Ciudad Vieja y el otro en la Casa de Ejercicios, que con el tiempo se transformó en el Palacio Episcopal, ubicado en el lado sur de la plaza, entre Chimborazo y Chile. 
A mediados del siglo XIX, sería conocido como "Parque de la Estrella" gracias a un detalle trabajado de una enorme piedra de ocho puntas, además, toda la plaza gozaba de un empedrado. 
A finales del mismo siglo, este parque se convertiría en un punto de concentración cívica de Guayaquil, específicamente para las festividades octubrinas, época del año en la cual se conmemora la Independencia de Guayaquil.
En el año de 1889, luego de la gestión iniciada en 1872 por un comité formado para el efecto, se levantó un monumento ecuestre de Simón Bolívar, es así como el parque pasó a llamarse "Plaza Bolívar". El armado del monumento y la dirección de la obra estuvieron a cargo del arquitecto italiano Rocco Queirolo Pinasco.
Fue en 1895 que, gracias a una donación realizada por Manuel Suárez Seminario, el parque logró ser reconstruido al estilo francés, imperante en la época, por lo que se le colocó un enrejado y una glorieta. Con pocas renovaciones se ha mantenido hasta la actualidad. El último nombre que adquirió fue: Parque Seminario, en memoria a Miguel Suárez Seminario y a su familia, quienes aportaron y donaron al municipio sus ornamentos, rejas, glorieta, laguna, bancas y faroles.

## Galería

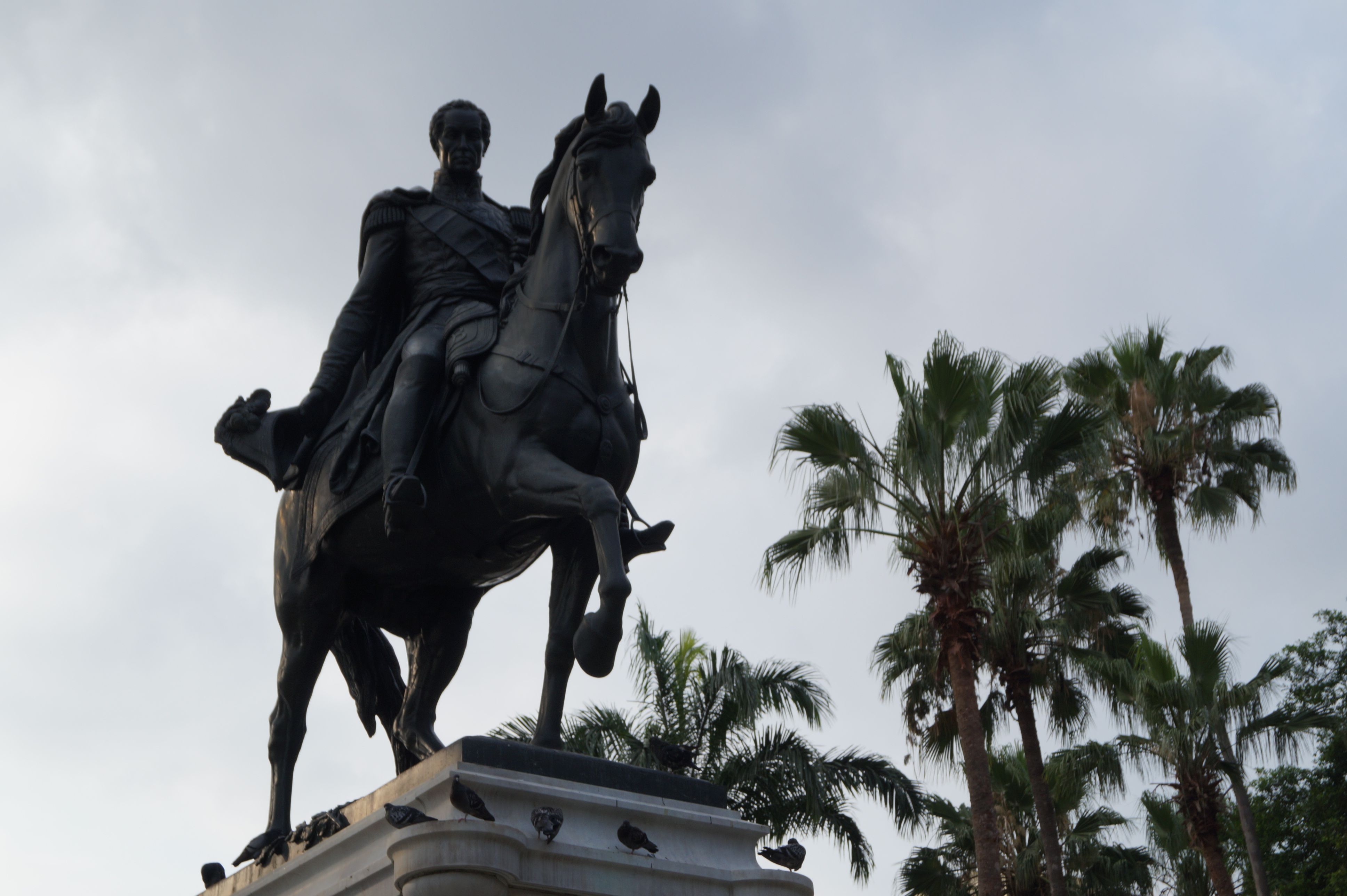
Monumento a Bolívar en el Parque Seminario
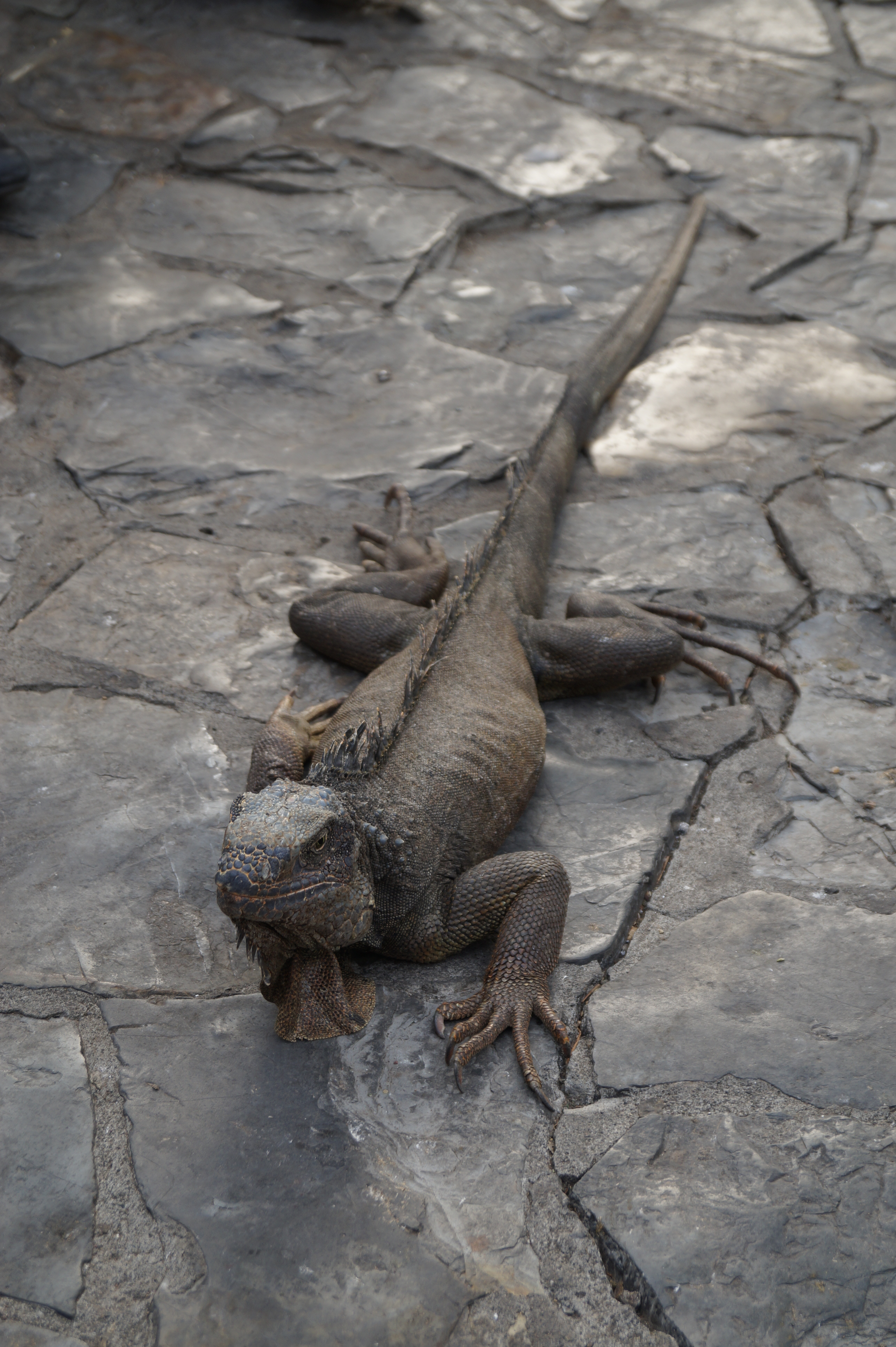
Iguana en el Parque Seminario
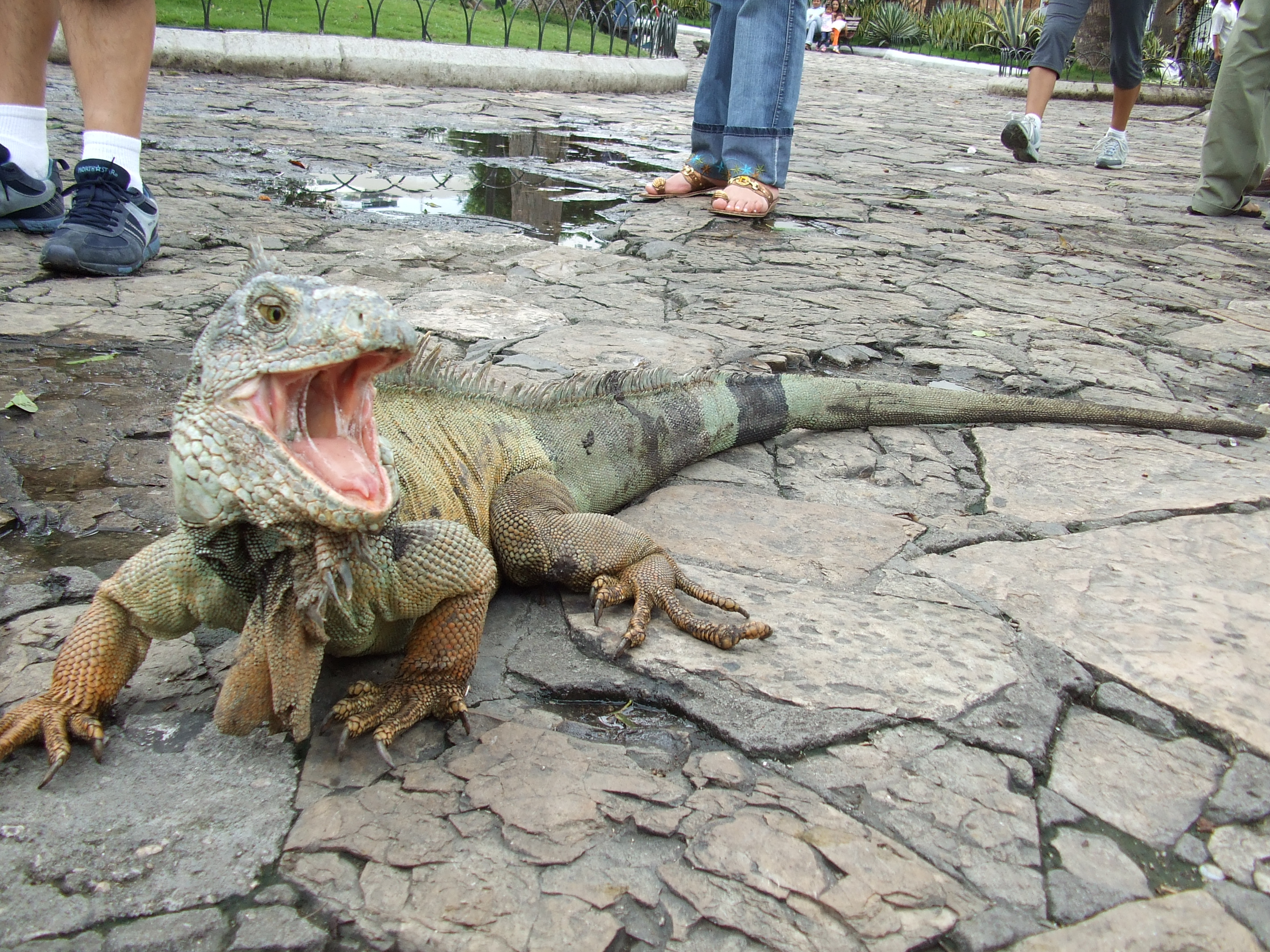
Parque de las Iguanas
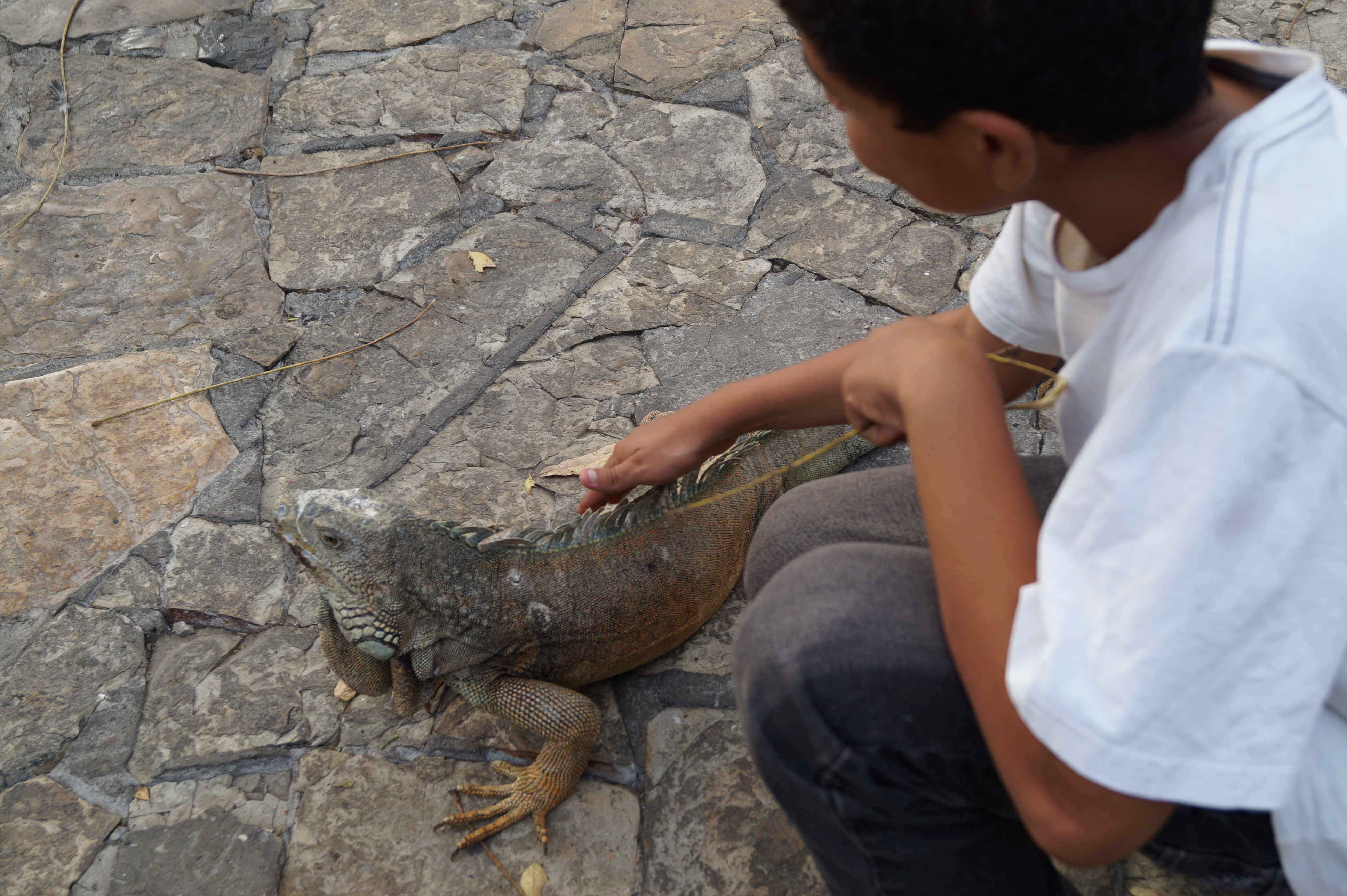
Niño con iguana en el Parque Seminario
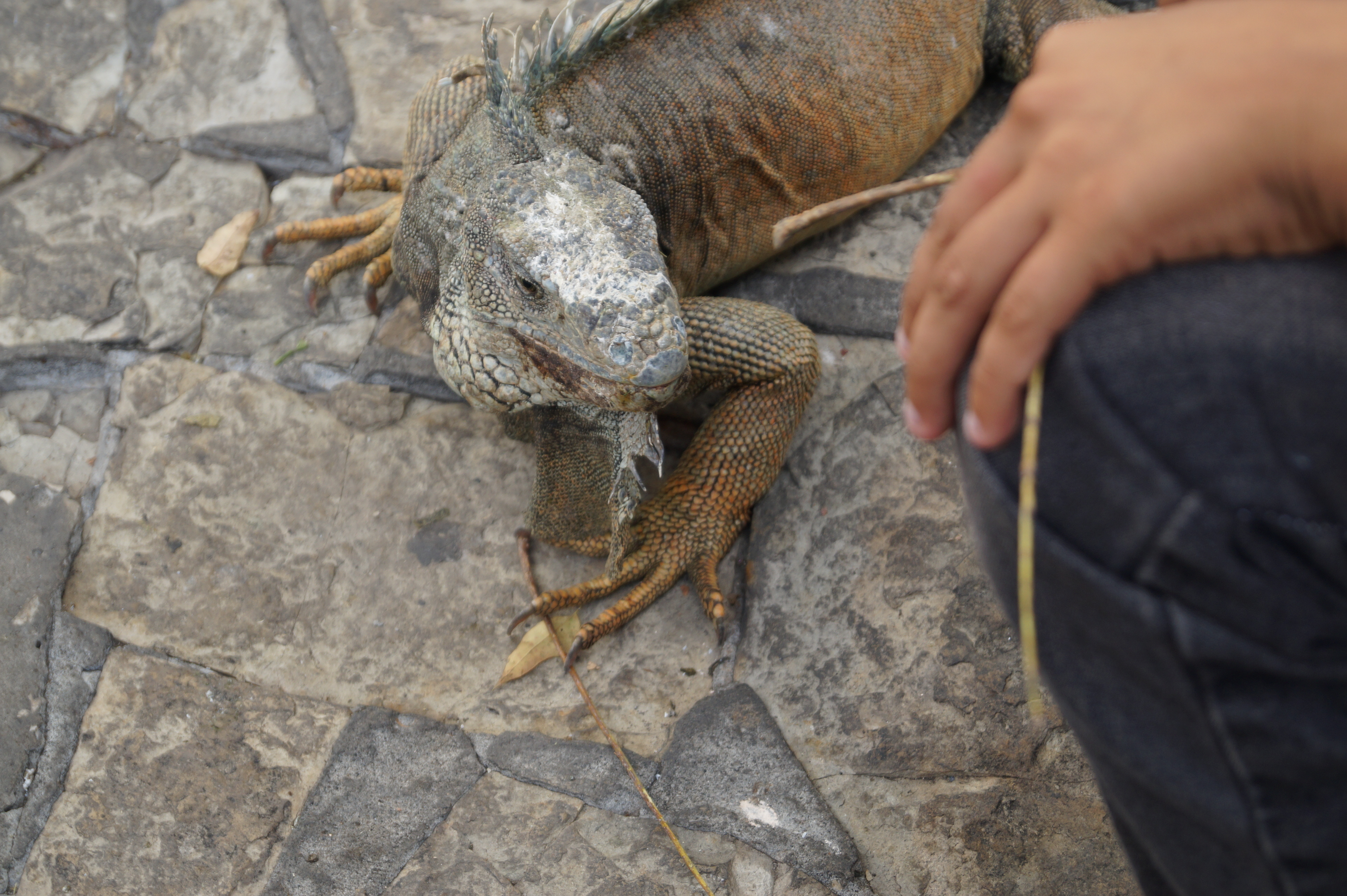
Iguana en el Parque Seminario
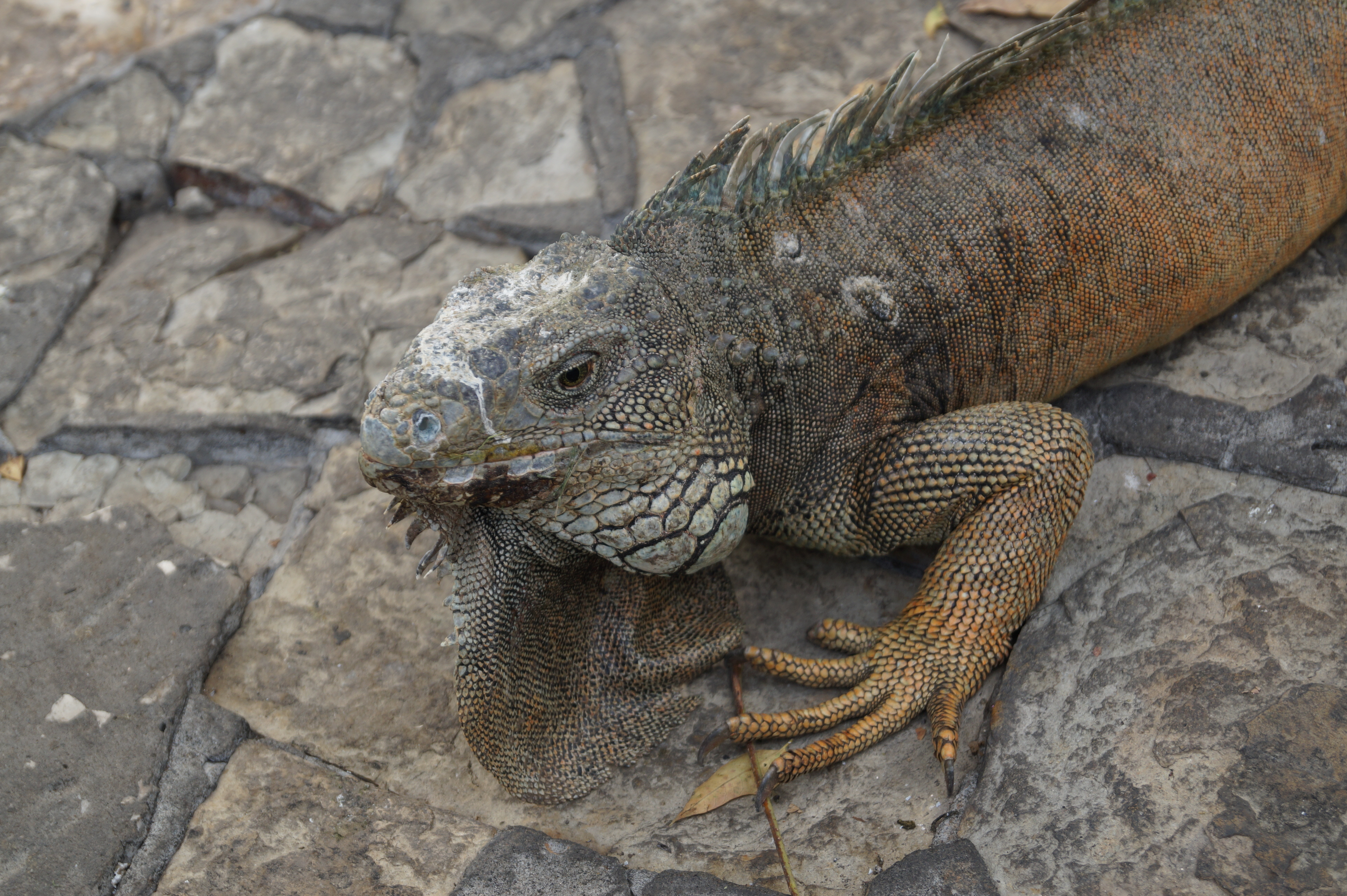
Iguana en el Parque Seminario
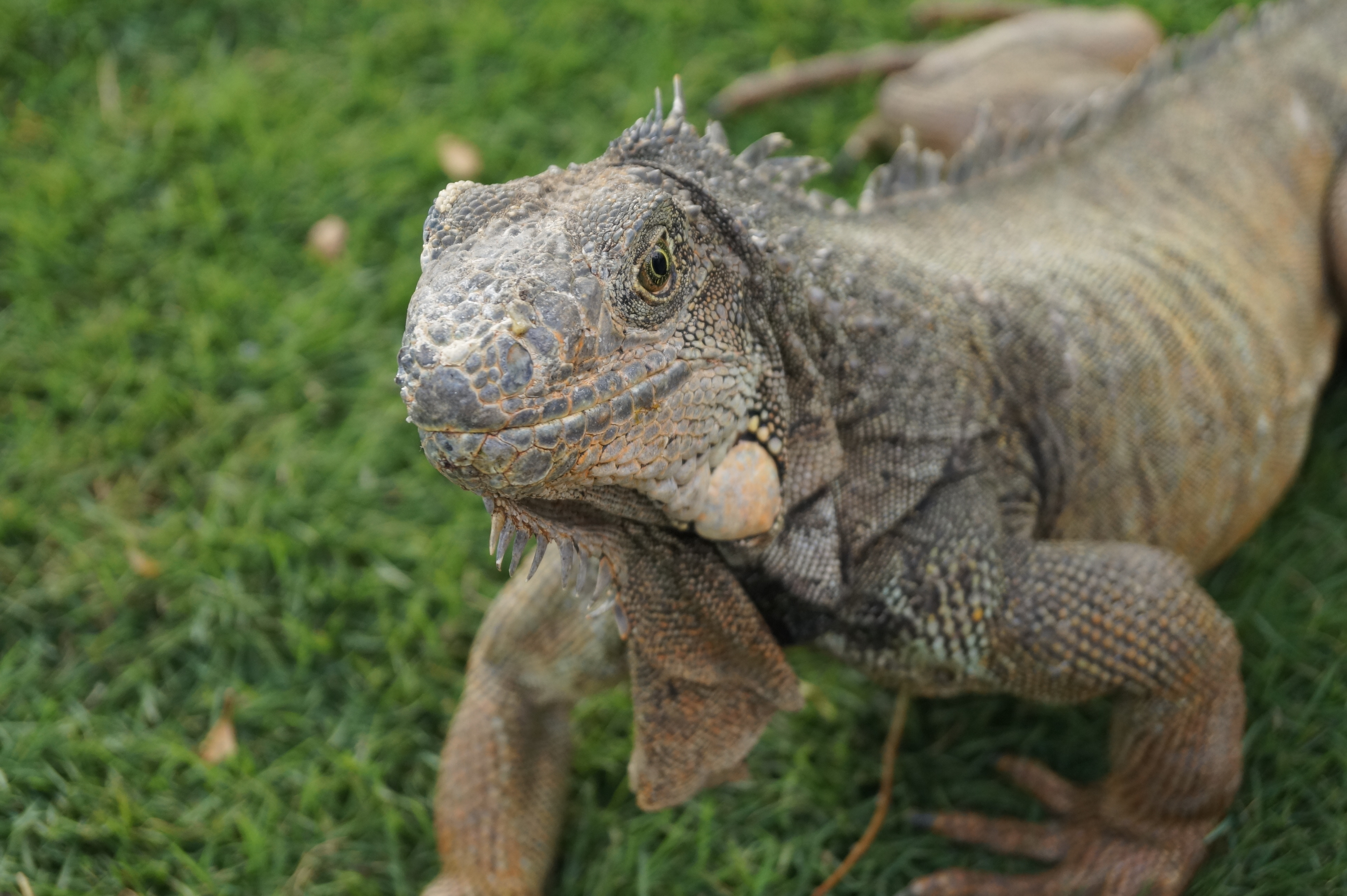
Iguana en el Parque Seminario
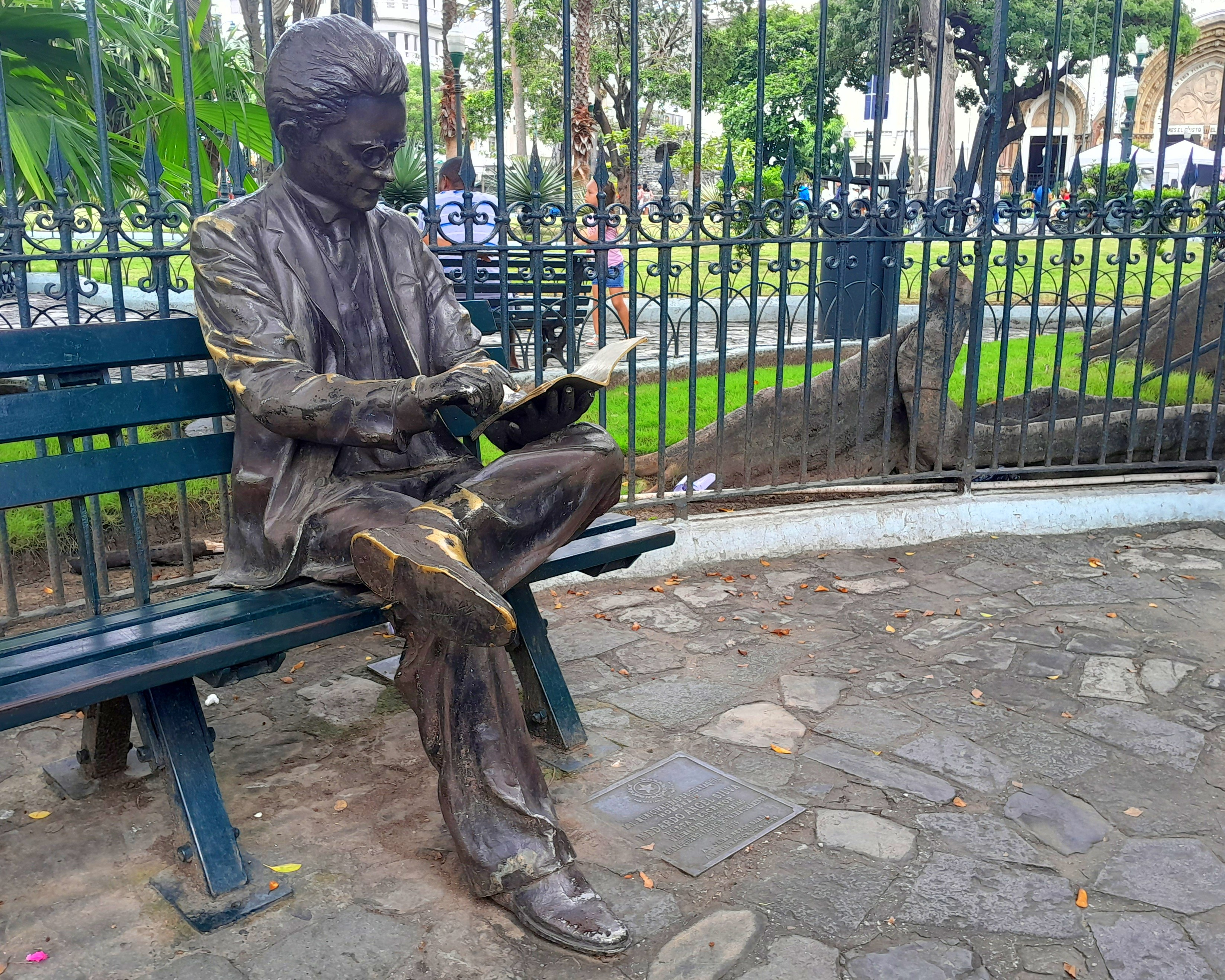
Estatua del poeta Medardo Ángel Silva frente al Parque Seminario.
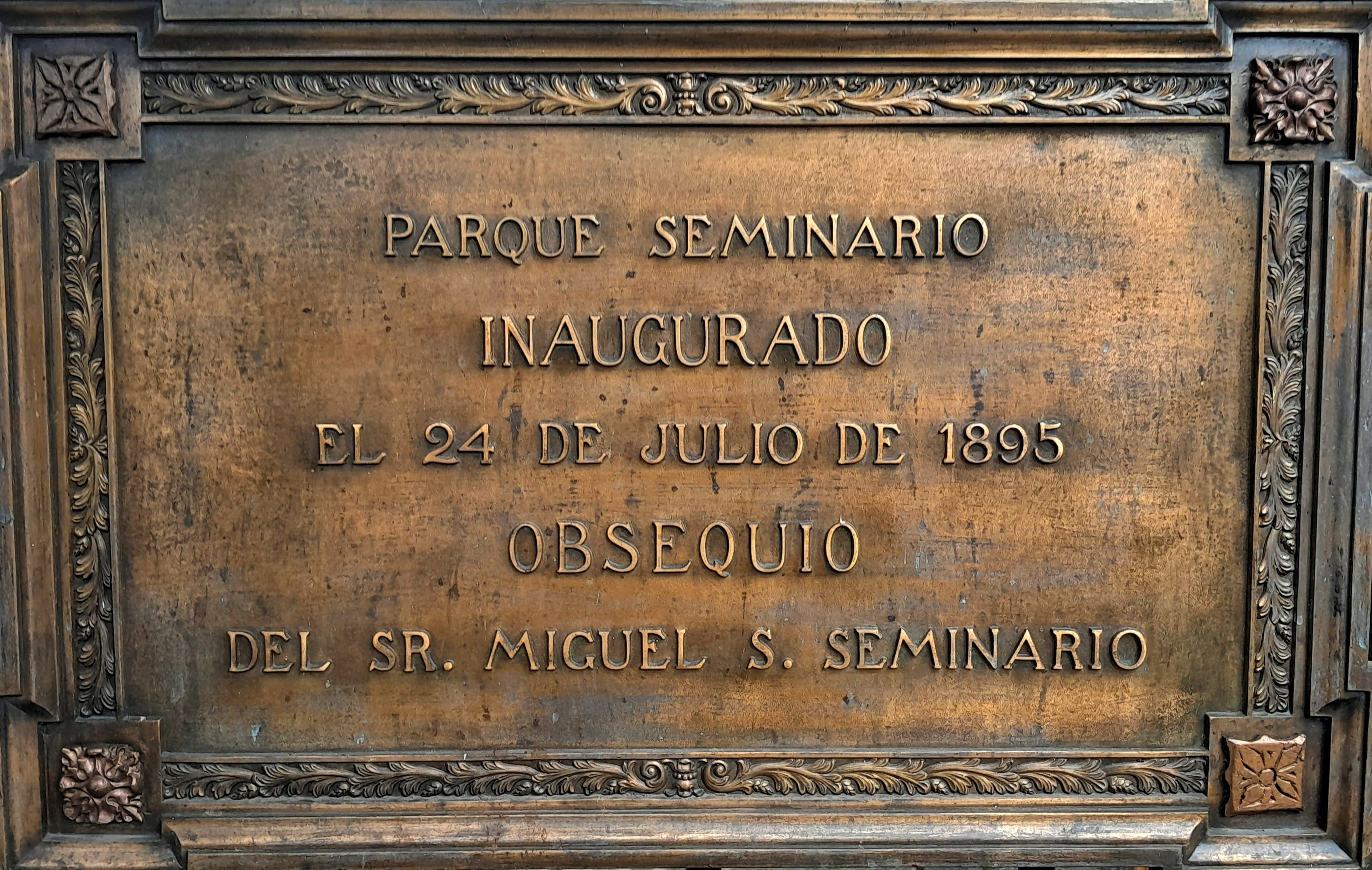
Cartel con datos históricos del Parque Seminario.